# Thomas Summersgill
Thomas Summersgill (1872-1951) fue un deportista británico que compitió en ciclismo en la modalidad de pista. Ganó dos medallas en el Campeonato Mundial de Ciclismo en Pista, bronce en 1898 y oro en 1899.

## Medallero internacional
| Campeonato Mundial | Campeonato Mundial            | Campeonato Mundial | Campeonato Mundial       |
| Año                | Lugar                         | Medalla            | Competición              |
| ------------------ | ----------------------------- | ------------------ | ------------------------ |
| 1898               | Viena (Imperio austrohúngaro) | Medalla de bronce  | Velocidad individual (A) |
| 1899               | Montreal (Canadá)             | Medalla de oro     | Velocidad individual (A) |